# Ronald Speirs

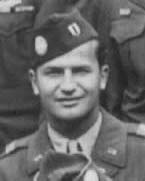
Speirs 1945 in Österreich

Ronald Speirs (* 20. April 1920 in Edinburgh; † 11. April 2007) war ein Offizier der US Army, der am Zweiten Weltkrieg teilnahm und später Kommandant des Kriegsverbrechergefängnisses Spandau war.

## Leben
Der 1920 in Schottland geborene Speirs wanderte 1924 mit seiner Familie in die USA aus. Nach einer militärischen Ausbildung in der High School wurde er während des Zweiten Weltkriegs Leutnant in der Infanterie, wechselte jedoch zur Fallschirmtruppe, wo er Zugführer in der D-Kompanie („Dog Company“) des 2. Bataillons des 506. US-Fallschirmjägerregimentes, 101. US-Luftlandedivision wurde.
Am D-Day (6. Juni 1944) sprang er mit seiner Kompanie über der Normandie ab und war an der Zerstörung einiger deutscher Geschütze beteiligt. Während der Ardennenoffensive wechselte er als Kompanieführer zur E-Kompanie („Easy Company“) und leitete den Angriff auf Foy.
Speirs nahm als Kommandant einer Infanterie-Kompanie am Korea-Krieg teil. 1958 wurde er amerikanischer Kommandant des Kriegsverbrechergefängnisses in Berlin-Spandau, wo zu dieser Zeit unter anderem Rudolf Heß, Baldur von Schirach und Albert Speer inhaftiert waren. 1962 nahm er an einer amerikanischen Militärmission in Laos teil. Er beendete seine Army-Karriere als Lieutenant colonel.
Ronald Speirs wurde in der Fernsehserie Band of Brothers – Wir waren wie Brüder von Matthew Settle dargestellt.

## Auszeichnungen
| Combat Infantry Badge 2nd Award            |
| Parachutist Badge with 3 combat jump stars |

|  | Silver Star                                                                                  |
|  | Bronze Star with two oak leaf clusters                                                       |
|  | Purple Heart with three oak leaf clusters                                                    |
|  | Presidential Unit Citation with one oak leaf cluster                                         |
|  | American Campaign Medal                                                                      |
|  | European-African-Middle Eastern Campaign Medal with three service stars and arrowhead device |
|  | World War II Victory Medal                                                                   |
|  | Army of Occupation Medal                                                                     |
|  | National Defense Service Medal with service star                                             |
|  | Croix de guerre with palm                                                                    |
|  | French Liberation Medal                                                                      |
|  | Korean Service Medal with three service stars                                                |
|  | Korea Defense Service Medal                                                                  |
|  | United Nations Korea Medal                                                                   |
|  | Vietnam Service Medal with three service stars                                               |
|  | Vietnam Campaign Medal                                                                       |

| Personendaten    | Personendaten              |
| ---------------- | -------------------------- |
| NAME             | Speirs, Ronald             |
| KURZBESCHREIBUNG | US-amerikanischer Offizier |
| GEBURTSDATUM     | 20. April 1920             |
| GEBURTSORT       | Edinburgh                  |
| STERBEDATUM      | 11. April 2007             |